# Jonas Laurentii Arnell
Jonas Laurentii Arnell, född 29 juni 1642 i Hudiksvall, död 12 november 1707 i Karlstad, var en svensk präst och superintendent i Karlstads stift.

## Biografi
Arnell blev magister 1672. Tillsammans med Axel Sparre och Leonhard Posse gjorde han 1677 resor till Republiken Förenade Nederländerna, England och Frankrike. Efter hemkomsten predikade han flera gånger i Maria kyrka i Stockholm, och då prästtjänsten i församlingen blev ledig begärde församlingsborna hos kung Karl XI att få Arnell (som då ännu inte var präst) till kyrkoherde, vilket kungen godkände. Han utnämndes till kyrkoherde i Maria Magdalena församling i Stockholm år 1681 och prästvigdes samma år. Han utnämndes 1704 till superintendent i Karlstad, ett ämbete han behöll till sin död.
Jonas Laurentii Arnell gifte sig den 26 juni 1683 i Uppsala med Helena Swebilia, adlad Adlerberg, som var dotter till ärkebiskopen Olov Svebilius i hans första gifte med Elisabeth Gyllenadler. Hon var född den 18 november 1666 och död 24 mars 1743. Efter Arnells död 1707 gifte hon om sig den 23 december 1709 med handelsborgmästaren i Stockholm Axel Aulæwill. Jonas Laurentii Arnell blev stamfader för den adliga ätten Arnell.
En av makarna Arnells söner var Lars Arnell den äldre (1689–1742), som var kyrkoherde i S:t Jakobs församling i Stockholm. En annan son var Carl Arnell (1690–1767), adlad Arnell, som blev president i Bergskollegium 1759. Carl Arnell adlades den 10 september 1743 jämte sin yngre bror Jonas och introducerades 1756 under N:o 1885. Han var gift med Sara Aulæwill och han avled 1767 två dagar före sin hustru; de ligger begravda i Aulæwillska familjegraven i Riddarholmskyrkan.
En tredje son var Jonas Arnell (1701-1778), adlad Arnell, som var auskultant i Svea Hovrätt 1726, skrivare vid artilleriet 1728 och auditör 1729. Jonas Arnell adlades den 10 september 1743 jämte sin bror Carl och introducerades 1756 under N:o 1885, och erhöll generalauditörs titel 1753. Han avled ogift i Stockholm och ligger begraven i familjegraven i Riddarholmskyrkan.